# 274 TCN
274 TCN là một năm trong lịch La Mã.